# Craig Forrest
Craig Lorne Forrest (Coquitlam, Columbia Británica, Canadá, 20 de septiembre de 1967) es un exfutbolista canadiense. Jugó como arquero. 
Desarrolló la totalidad de su carrera en Inglaterra, jugando para equipos como Ipswich Town, Chelsea y West Ham United, además de disputar la cuarta división junto con Colchester United en calidad de préstamo. En su haber tiene el infame récord de sufrir la derrota más holgada en la historia de la Premier League, perdiendo 9 a 0 ante el Manchester United cuando Forrest defendía el arco del Ipswich Town en marzo de 1995. Actualmente es miembro de Canada Soccer Hall of Fame, además de pertenecer al equipo canadiense de todos los tiempos.

## Selección nacional
Ha sido internacional con la Selección de fútbol de Canadá, disputó 56 partidos internacionales. Fue campeón con su país en la Copa de Oro de la Concacaf 2000, fue elegido como el mejor futbolista del torneo. Participó en la Copa FIFA Confederaciones 2001 y jugó tres partidos. Fue parte del equipo canadiense sub- 20 en el Mundial de 1987 realizado en Chile.

### Participaciones en la Copa de Oro de la Concacaf
| Copa                            | Sede                   | Resultado    |
| ------------------------------- | ---------------------- | ------------ |
| Copa de Oro de la Concacaf 1991 | Estados Unidos         | Primera fase |
| Copa de Oro de la Concacaf 1993 | Estados Unidos/ México | Primera fase |
| Copa de Oro de la Concacaf 1996 | Estados Unidos         | Primera fase |
| Copa de Oro de la Concacaf 2000 | Estados Unidos         | Campeón      |

### Participaciones en la Copa FIFA Confederaciones
| Copa                           | Sede  | Resultado    |
| ------------------------------ | ----- | ------------ |
| Copa FIFA Confederaciones 2001 | Japón | Primera fase |

## Clubes
| Club                       | País       | Año         |
| -------------------------- | ---------- | ----------- |
| Ipswich Town               | Inglaterra | 1985 - 1997 |
| Colchester United (cesión) | Inglaterra | 1987 − 1988 |
| Chelsea (cesión)           | Inglaterra | 1997        |
| West Ham United            | Inglaterra | 1997 - 2002 |